# Manggarai
Manggarai ist ein Regierungsbezirk (Kabupaten) im Westen der Insel Flores in der indonesischen Provinz Ost-Nusa Tenggara (indonesisch Nusa Tenggara Timur). Hauptstadt des Regierungsbezirks ist Ruteng.

## Geographie
Der Regierungsbezirk erstreckt sich zwischen 8°14′27,32″ und 8°54′57,17″ s. Br. sowie zwischen 120°13′41,34″ und 120°32′47,22″ ö. L. Landgrenzen bestehen im Westen zum 2003 abgetrennten Bezirk Westmanggarai und im Osten zum 2007 abgetrennten Bezirk Ostmanggarai. Die Floressee im Norden und die Sawusee stellen die natürlichen Seegrenzen her. Zum Bezirk zählt noch die Insel Mules.

## Verwaltungsgliederung
Der Regierungsbezirk gliedert sich in zwölf Distrikte (Kecamatan) mit 171 Dörfern (Desa), von denen 26 als Kelurahan einen städtischen Charakter aufweisen.
| Code 1   | Kecamatan Distrikt  | Ibu Kota Verwaltungssitz | Fläche (km²) | Einwohner Census 2010 2 | Volkszählung 2020 | Volkszählung 2020 | Volkszählung 2020 | Anzahl der Dörfer | Anzahl der Dörfer |
| Code 1   | Kecamatan Distrikt  | Ibu Kota Verwaltungssitz | Fläche (km²) | Einwohner Census 2010 2 | Einwohner 3       | 0Dichte 40        | Sex Ratio 5       | Desa 6            | Kel. 7            |
| -------- | ------------------- | ------------------------ | ------------ | ----------------------- | ----------------- | ----------------- | ----------------- | ----------------- | ----------------- |
| 53.10.01 | Wae Rii             | Timung                   | 129,89       | 25.596                  | 28.788            | 221,6             | 100,5             | 17                |                   |
| 53.10.03 | Ruteng              | Cancar                   | 136,26       | 38.888                  | 41.533            | 304,8             | 99,0              | 18                | 1                 |
| 53.10.05 | Satar Mese          | Iteng                    | 298,80       | 30.583                  | 33.917            | 113,5             | 103,4             | 23                |                   |
| 53.10.06 | Cibal               | Pagal                    | 139,94       | 37.800                  | 25.569            | 182,7             | 99,4              | 16                | 1                 |
| 53.10.11 | Reok                | Reo                      | 236,80       | 31.697                  | 19.291            | 81,5              | 103,5             | 6                 | 4                 |
| 53.10.12 | Langke Rembong      | Ruteng                   | 60,54        | 66.364                  | 65.626            | 1.084,0           | 97,0              | –                 | 20                |
| 53.10.13 | Satar Mese Barat    | Narang                   | 199,93       | 30.044                  | 18.944            | 94,8              | 101,0             | 12                | –                 |
| 53.10.14 | Rahong Utara        | Purang                   | 131,95       | 20.659                  | 22.180            | 168,1             | 98,6              | 12                | –                 |
| 53.10.15 | Lelak               | Rejeng                   | 64,64        | 10.820                  | 12.111            | 187,4             | 102,8             | 10                | –                 |
| 53.10.16 | Reok Barat          | Sambi                    | 399,74       | –                       | 14.931            | 37,4              | 102,0             | 10                | –                 |
| 53.10.17 | Cibal Barat         | Golo Woi                 | 118,95       | –                       | 15.111            | 127,0             | 100,9             | 10                | –                 |
| 53.10.18 | Satar Mese Utara000 | Langke Majok             | 179,00       | –                       | 14.854            | 83,0              | 99,0              | 11                | –                 |
| 53.10    | Kab. Manggarai      | Kab. Manggarai           | 2.096,44     | 292.451                 | 312.855           | 149,2             | 100,0             | 145               | 26                |

Zwischen den beiden letzten Volkszählungen entstanden drei Distrikte (Kecamatan):
- Satar Mese Barat, ausgegliedert aus Satar Mese Barat (PERDA 11/2007)
- Cibal Barat, ausgegliedert aus Cibal
- Reok Barat, ausgegliedert aus Reok (im September 2012)

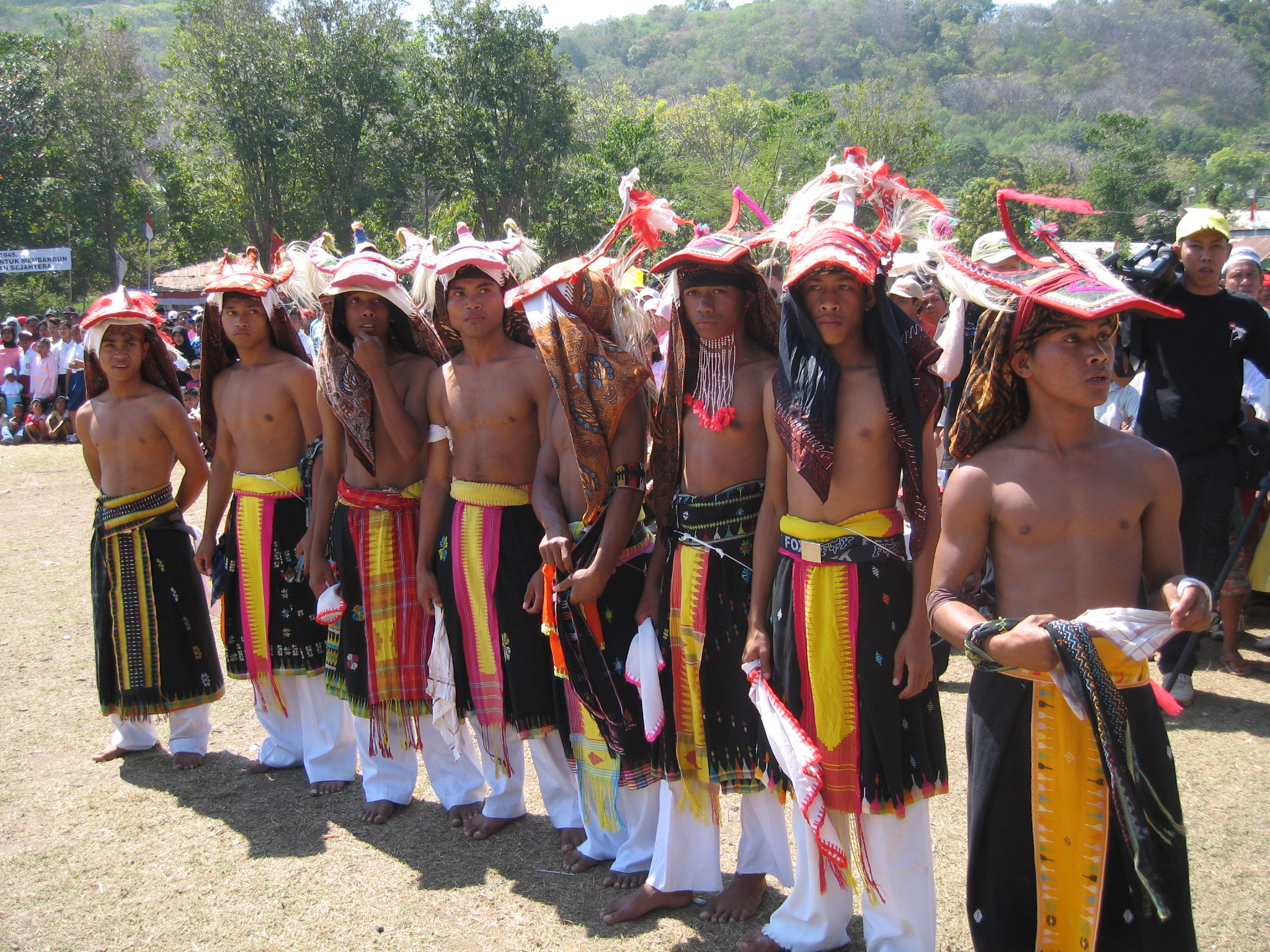
Caci-Tänzer in Manggarai

## Demographie
Der Regierungsbezirk ist das Siedlungsgebiet des gleichnamigen Volkes. Die Manggarai sind vor allem wegen ihres rituellen Peitschenkampfes caci bekannt, der heute auch eine Touristenattraktion ist.
Zur Volkszählung im September 2020 (indonesisch Sensus Penduduk - SP2020) lebten im Kabupaten Manggarai 312.855 Menschen, davon 156.460 Frauen (50,01 %) und 156.395 Männer (49,99). Gegenüber dem letzten Census (2010) sank der Frauenanteil um 0,83 %. Mitte 2022 waren 95,24 Prozent der Einwohner Katholiken und 0,79 % Protestanten, zum Islam bekannten sich 3,88 %. 220 572 Personen oder 67,51 % gehörten zur erwerbsfähigen Bevölkerung (15–64 Jahre); 28,05 % waren Kinder und 4,45 % im Rentenalter. Von der Gesamtbevölkerung waren 57,11 % ledig, 39,98 % verheiratet, 0,09 % geschieden und 2,82 % verwitwet. Der HDI-Index lag 2020 bei 64,54.